# Thou, Cher

Thou este o comună în departamentul Cher, Franța. În 1 ianuarie 2022 avea o populație de 78 de locuitori.